# Кембриджская университетская библиотека
Кембриджская университетская библиотека (англ. Cambridge University Library) — централизованная академическая и исследовательская библиотека Кембриджского университета, состоящая из основной библиотеки университета и 15 аффилированных библиотек.
Кембриджский университет располагает 114 библиотеками, крупнейшей из которых является Университетская библиотека, известная также внутри университета как «the UL». Среди приблизительно 9 миллионов её единиц хранения есть географические карты, ноты, рукописи и рисунки. В отличие от Бодлианской библиотеки Оксфорда или Британской библиотеки многие книги этой библиотеки доступны на открытых полках.
Библиотека являясь одним из пяти получателей обязательных экземпляров, библиотека имеет право затребовать себе любую книгу, изданную в Великобритании и Ирландии. Ежегодно её фонды пополняются на 120 000 книг, не считая дарений.
В дополнении к университетской и аффилированным библиотекам, каждый факультет имеет собственную специализированную библиотеку размером от 30 000 до 150 000 книг. Например, библиотека исторического факультета обладает более чем 100 000 книгами или библиотека Пендлбери факультета музыки.
Также свою библиотеку имеет каждый колледж, частично в целях подготовки студентов, частично как хранилище старинных книг и рукописей. Так, Wren Library Тринити-колледжа располагает более чем 200 000 книгами, изданными ранее 1800 года, а Библиотека Паркера Колледжа Корпус-Кристи является одним из крупнейших хранилищ средневековых рукописей.
Общее число книг в университете — около 15 миллионов.
Библиотека располагалась в Олд скулз рядом со зданием Сената, пока имевшегося там места перестало хватать. Новое здание построено в восточной части центра Кембриджа.
Библиотека открыта для всех членов университета. В июне 2010 года университет получил пожертвование в размере £1 500 000 для проведения оцифровки части коллекций и предоставления к ней свободного доступа через сайт Cambridge Digital Library.
В 2018 году Кембриджский университет построил в городе Или (в 21 километре на север от Кембриджа) современное хранилище для книг, имеющих низкий уровень использования в библиотеках университета. Хранилище обошлось университету в 17 миллионов фунтов стерлингов и сможет вместить до 4 млн томов.